# Kapellengraf
Een kapellengraf of temenosgraf is een type tombe uit het Oude Egypte. Hierin werden de farao's van de 21e en 22e dynastie in begraven in de stad Tanis. Andere steden hadden waarschijnlijk ook kapellengraven, deze zijn niet teruggevonden. Dit type werd gebruikt tot en met de Ptolemaeëse tijd.

## Historie
Aan het einde van de 20e dynastie werd Egypte geregeerd door een priester in Thebe. Deze priester noemde zich 1e profeet van Amon en nam tijdelijk het bestuur van Egypte over zich, omdat de priesters van Amon-re in de loop der tijd van het Nieuwe Rijk steeds machtiger en rijker werden. Koning Smendes liet Thebe voor wat het was en stichtte de 21e dynastie in Tanis. Hij liet daar een tempel bouwen voor de triade van Theb (Amon, Moet en Chons) en liet zichzelf daar begraven (vermoedelijk).
Door herhaaldelijke invallen van vreemde volken en het verschuiven van hoofdsteden werd Tanis een ruïne. In 1860 tot 1880 liet Auguste Mariette, de site uitgraven. Drie jaar later vervolgde Flinders Petrie het werk van zijn voorganger (1883-1886). In 1921-1951 eeuw groef Pierre Montet, verschillende tombes op met hun prachtige inhoud, vanwege het uitbreken van de Tweede Wereldoorlog was er weinig aandacht voor de grote ontdekking. Tegenwoordig wordt de site nog bestudeerd door archeologen.

## Kappelengraf
Koning Smendes introduceerde een nieuw soort graf, gebouwd bij een tempel. Het bestond uit een vierkant bijgebouw dat los van de tempel was gebouwd. Boven op het gebouw waren kapellen ingericht voor de godheden, die daar werden aanbeden. De koningen werden in kleine ruimten begraven met al hun schatten. Dit wijkt duidelijk af van de graven uit de Nieuwe Rijk in het Dal der Koningen, deze hadden een lange weg, botenputten en vele tekeningen op muren.
Het graf werd niet langer meer gegraven in de vallei der koningen omdat het daar vol was, in de ogen van de Egyptenaren. Een andere reden is dat de graven van de koningen niet meer veilig waren, ze werden geplunderd door grafrovers. Het had als voordeel dat de koningen werden beschermd door hun favoriete godheid, het was anoniem en verborgen en bood dus een betere kans op overleven in de eeuwigheid.
Mastaba · Piramide · Rotsgraf · Kapellengraf